# Out of Frequency
Out of Frequency es el segundo disco de la banda danesa de pop alternativo The Asteroids Galaxy Tour. Fue lanzado el 31 de enero de 2012.

## Lista de canciones
| N.º | Título                             | Duración |  |
| 1.  | «Gold Rush, Pt. I»                 | 1:04     |  |
| 2.  | «Dollars in the Night»             | 1:59     |  |
| 3.  | «Gold Rush, Pt. II»                | 1:39     |  |
| 4.  | «Major»                            | 3:58     |  |
| 5.  | «Heart Attack»                     | 3:51     |  |
| 6.  | «Out of Frequency»                 | 4:33     |  |
| 7.  | «Cloak & Dagger»                   | 4:07     |  |
| 8.  | «Arrival of the Empress (Prelude)» | 0:42     |  |
| 9.  | «Theme from 45 Eugenia»            | 5:24     |  |
| 10. | «Mafia»                            | 4:08     |  |
| 11. | «Ghost in My Head»                 | 4:37     |  |
| 12. | «Suburban Space Invader»           | 4:26     |  |
| 13. | «Fantasy Friend Forever»           | 3:14     |  |
| 14. | «When It Comes to Us»              | 3:30     |  |

### Canciones bonus
| Out of Frequency "Edición digital en iTunes" |                                                                                            |          |  |
| N.º                                          | Título                                                                                     | Duración |  |
| 15.                                          | «Givin' It Back (Bonus Track)» (Incluida en la versión de iTunes)                          | 4:10     |  |
| 16.                                          | «Heart Attack [Pre-Order Only] [Manhattan Clique Remix]» (Solo mediante la reserva del CD) | 3:33     |  |

## Sencillos
1. Heart Attack[3]